# Selves tropicals montanes de la Península d'Huon
Les selves tropicals montanes de la península d'Huon són una ecoregió de boscos humits tropicals de Nova Guinea. L'ecoregió cobreix les muntanyes de la península d'Huon, al nord-est de Nova Guinea.

## Geografia
L'ecoregió està formada per boscos humits muntans. Els boscos pluvials de muntanya es troben per sobre dels 1.000 metres d'altitud a les serralades de la Península, que inclouen el Finisterre (fins a 4.176 m), Saruwaged (fins a 4.122 m) i les serres de Cromwell i Rawlinson.

## Clima
L'ecoregió té un clima de selva tropical de muntanya.

## Flora
Els boscos de l'ecoregió són de diversos tipus, que varien segons la pluja, l'elevació i els sòls subjacents. Els boscos de turons de les terres baixes ocupen els contraforts de la serralada, formant una transició entre els boscos al·luvials de les terres baixes de sota i els boscos de muntanya de dalt. Les selves tropicals montanes creixen entre els 1.000 i els 3.000 metres d'altitud. Els arbres de fulla perenne són els predominants, amb coníferes que es troben per sobre dels 2.000 metres d'altitud i que es fan més abundants a cotes més altes. La composició de l'espècie varia amb l'elevació. També hi ha zones de bosc de pedra calcària.
La molsa epífita Merrilliobryum tanianum és endèmica de l'ecoregió.

## Fauna
L'ecoregió té 81 espècies de mamífers, inclosos marsupials, rosegadors múrids i ratpenats. Hi ha el cangur arborícola de Matschie, endèmic de l'ecoregió. Diversos rosegadors d'abast limitat, com ara Abeomelomys sevia i Leptomys ernstmayri, habiten l'ecoregió i les terres altes veïnes.
Hi ha dues espècies d'ocells endèmiques, l'ocell del paradís imperial i l'ocell del paradís de Rothschild. Juntament amb la serralada d'Adelbert a l'oest (que forma part de l'ecoregió de selves tropicals muntanyoses del nord de Nova Guinea), l'ecoregió forma l'àrea d'aus endèmiques de les serralades d'Adelbert i Huon.

## Àrees protegides

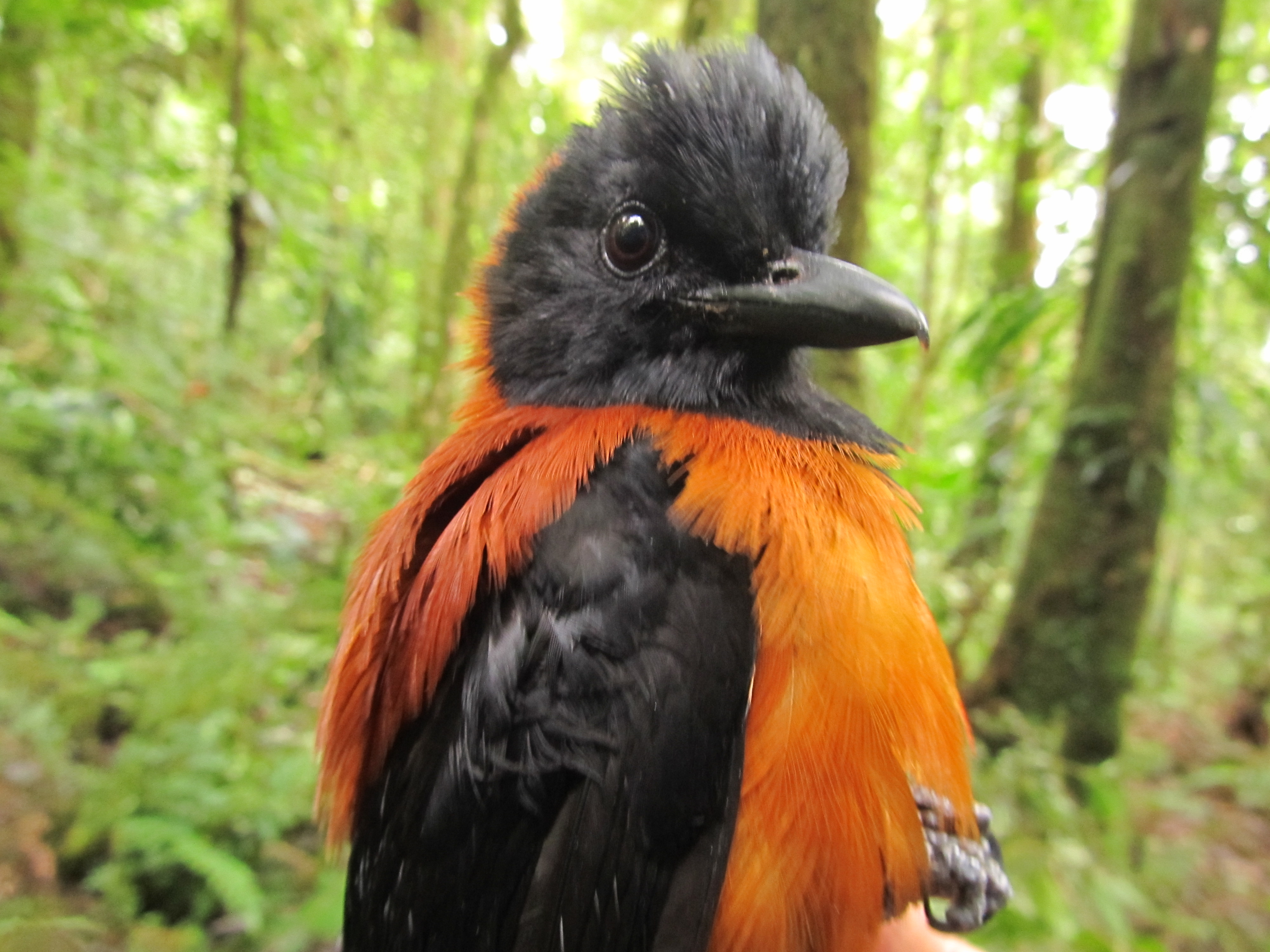
Pitouí encaputxat en l'Àrea de Conservació de YUS.

El 3,7% de l'ecoregió es troba en àrees protegides. Les àrees protegides inclouen Nusareng Wildlife Management Area (10,26 km²) i YUS Conservation Area (793,11 km²).